# Marsannay-la-Côte
Marsannay-la-Côte là một xã trong tỉnh Côte-d'Or, thuộc vùng Bourgogne-Franche-Comté của nước Pháp, có dân số là 5.211 người (thời điểm 1999). Marsannay-la-Côte là làng trồng nho ở cực bắc và cuối cùng trong vùng Côte de Nuits. Xã nằn giữa Beaune và Dijon, khoảng 5 km về phía nam của Dijon.

## Nhân khẩu học
| 1962  | 1968  | 1975  | 1982  | 1990  | 1999  |
| ----- | ----- | ----- | ----- | ----- | ----- |
| 1.872 | 4.060 | 6.588 | 5.941 | 5.216 | 5.211 |